# 未来舎
株式会社未来舎（みらいしゃ）とは、東京都北区東十条5-5-9に本社を置く、直流電源装置や太陽光発電設備などの機器設計・製造・販売を行っている企業。
POWERTITEのロゴを使用している。

## 主な製品
- チャージコントローラー (同社の表記は「ソーラーコントローラー」)
- DC-ACインバーター
- バッテリー充電器
- 直流スイッチング電源

## 製品の特徴
直流48V対応機器を製造している関係で、電信電話系企業へ納品する事例が多い。
同社の製品は耐久性が高く業務用などハードな使用に耐えられる機種が主流である。
正弦波インバータの電源ON/OFFを同社製チャージコントローラーで連動制御できる機能が大半の機種に備わり独立蓄電太陽光発電の消費電力削減に役立っている。

チャージコントローラーは同社ではソーラーコントローラーと呼ばれる。液晶画面表示機能のある機種に定評があるが、RS-232C等外部データ出力端子を搭載していないので、データを直接PC等へ転送できない。